# Edwin Atherstone

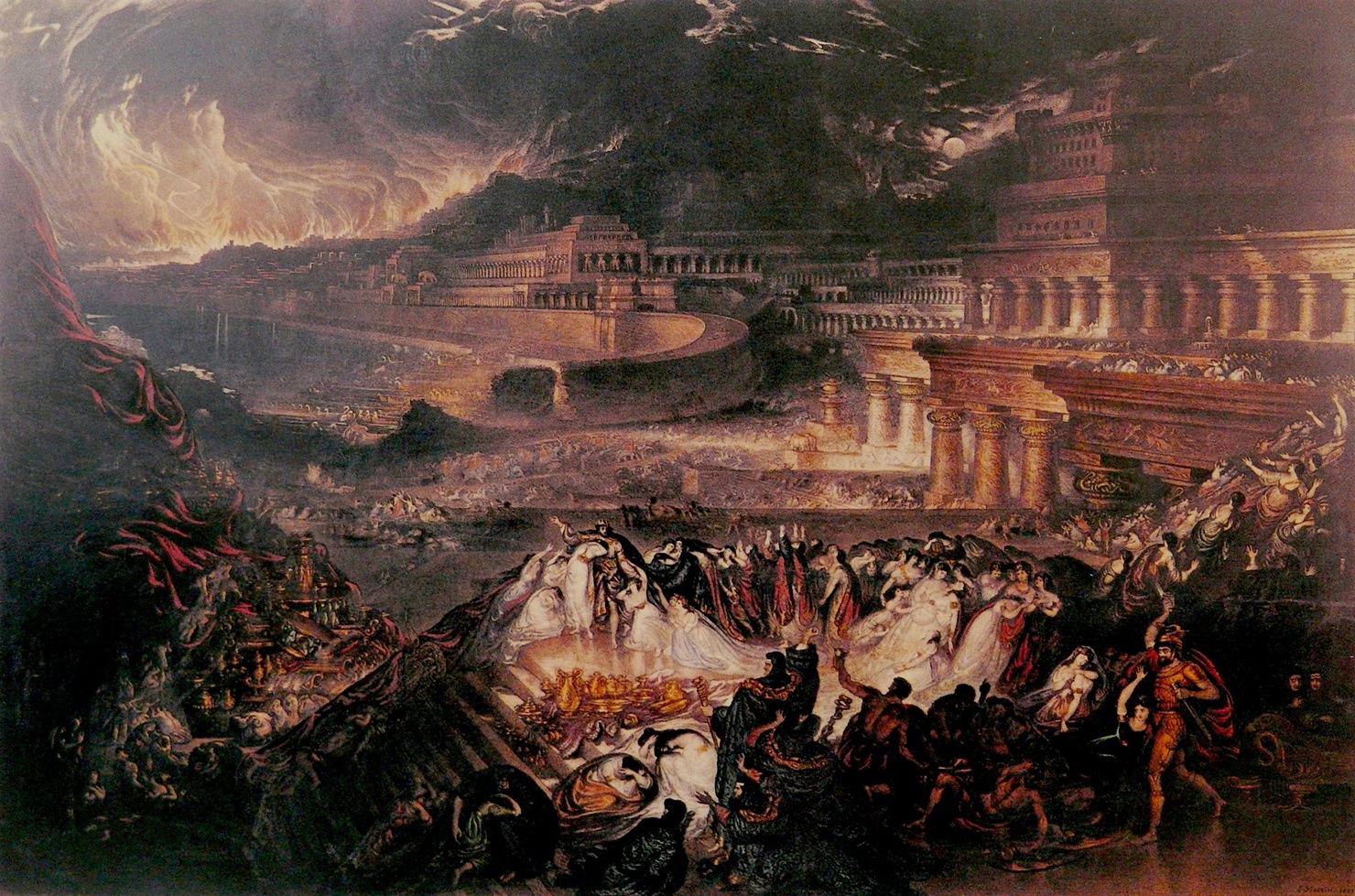
Pád Ninive malba od Johna Martina, inspirovaná básní Edwina Atherstonea (1829)

Edwin Atherstone (1788-1872) byl anglický romantický spisovatel a básník. Jeho největší dílem je epos v blankversu Pád Ninive (The Fall of Nineveh), který se skládá ze třiceti knih a Předzpěvu. Atherstone napsal také epos Israel v Egyptě (Israel in Egypt) a romány Mořští králové v Anglii (The Sea Kings in England) a Psaní na zdi (The Handwriting on the Wall).
Pád Ninive vypráví o válce koalice Médů a Babylóňanů proti Assyrianům. Hlavními hrdiny jsou médský kníže Arbaces, babylonský kněz Belesis a asyrský král Sardanapalus (Aššurbanipal).